# Artificiell skidbacke
Artificiell skidbacke eller konstgjord skidbacke är en skidbacke som har byggts av schaktmassor eller fyllnadsmassor som forslats dit. I Stockholm finns flera, de flesta tillkom på 60 och 70-talen då man rev innerstaden och ville spara på transportkostnaderna. Några skidbackar förlades alltför nära staden, exempelvis Hammarbytoppen som efter att staden expanderat nu är omsluten av motorvägar.